# Spre pacea eternă
Despre pacea eternă. Un concept filosofic (ger. Zum ewigen Frieden. Ein philosophischer Entwurf) este una dintre cele mai cunoscute scrieri politice a filosofului Immanuel Kant, publicată în anul 1795/96. Liberalismului în relațiile internaționale îi sunt puse bazele cu această scriere. Lucrarea a apărut în contextul Războiului franco-german și al Păcii de la Basel. El numește lucrarea filosofică, deși ea este profund politică.
Kant numește trei definitive pentru pacea eternă:
1. Constituția în fiecare stat trebuie să fie democrată. Kant folosește termenul "republicană", ceea ce pentru cititorul de azi poate fi o confuzie. El înțelege prin republicanism, ceea ce astăzi se înțelege prin democratism. El înțelegea democrația datorită contextului istoric drept o formă de despotism. O constituție democrată se bazează conform filosofului pe cele trei idealuri ale Revoluției Franceze: libertate, egalitate, fraternitate. Ideea din spatele acestui definitiv este argumentarea că într-un sistem democratic, participarea directă a cetățeniilor va împiedica intrarea în război. Cetățenii nu vor dori să sufere și să plăteasca costurile materiale, spirituale și biologice ale unui război, și deci statului îi va fi cel puțin posibil, dacă voința nu există, să aleagă calea diplomatică în rezolvarea conflictului.
2. Dreptul internațional trebuie să fie bazat pe un federalism de state libere. Federalismul se va atinge prin omogenitatea constituțională a statelor. Statele vor rămâne însă suverane.
3. Drepturile internaționale trebuie să se limiteze la ospitalitate.